# بون تیر (میزوری)
بون تیر (به انگلیسی: Bonne Terre) یک منطقهٔ مسکونی در ایالات متحده آمریکا است که در شهرستان سنت فرانسوا، میزوری واقع شده‌است. بون تیر ۱۰٫۶۲ کیلومتر مربع مساحت و ۶٬۸۶۴ نفر جمعیت دارد و ۲۵۳ متر بالاتر از سطح دریا قرار دارد.